# اچ‌ام‌اس فورد (۱۹۱۸)
اچ‌ام‌اس فورد (۱۹۱۸) (به انگلیسی: HMS Ford (1918)) یک کشتی بود که طول آن ۲۳۱ فوت (۷۰ متر) بود. این کشتی در سال ۱۹۱۸ ساخته شد.